# 皇家陸軍工兵博物館
英國陸軍工兵博物館、圖書館和檔案館（英語：Royal Engineers Museum, Library and Archive）是一座位於英國肯特郡吉林漢姆的軍事工程博物館和圖書館。它講述了英國皇家工程兵團和英國軍事工程的故事。

## 歷史

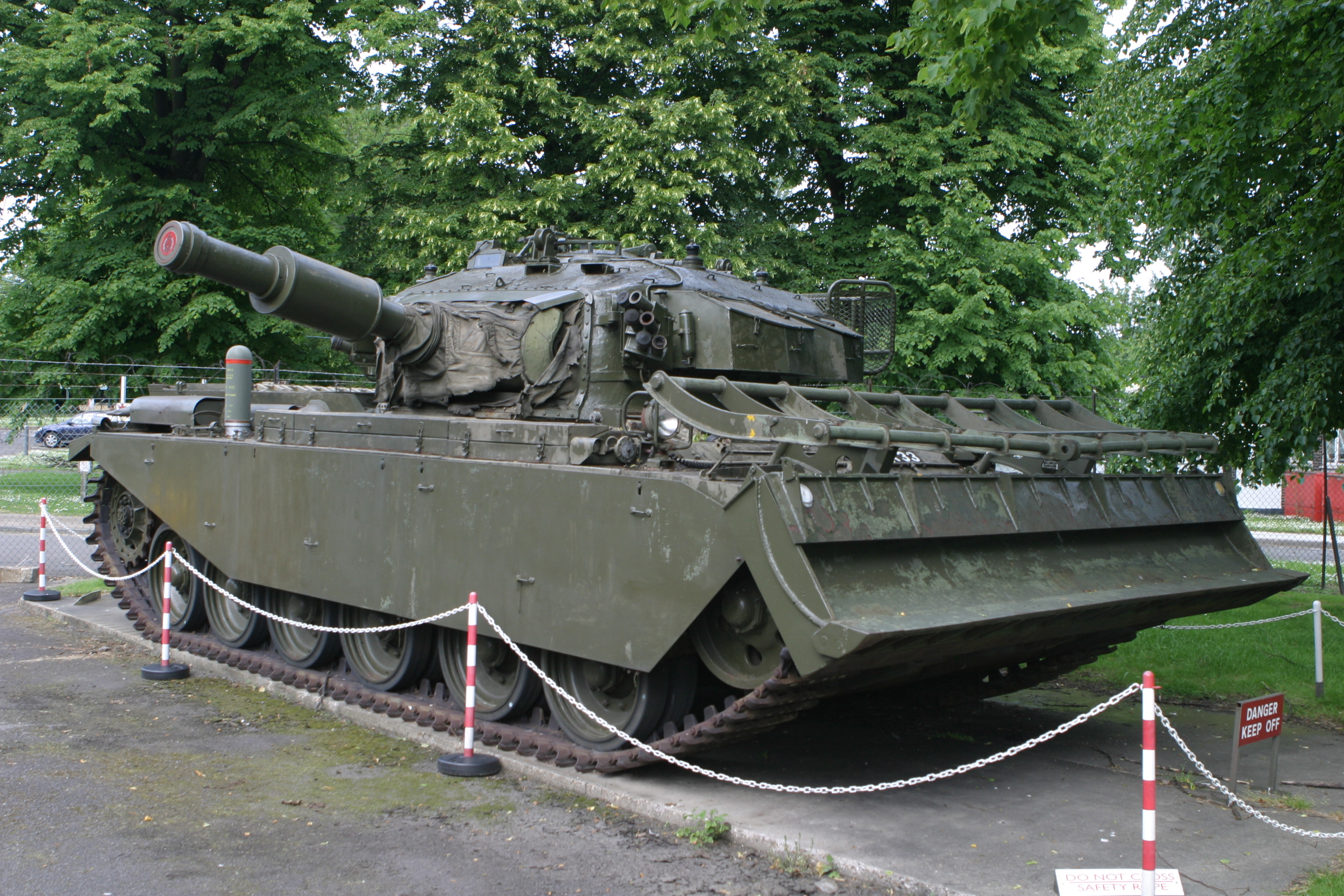
百夫長ARVE（皇家工兵裝甲車）

由英國皇家工程兵團E.C.S.摩尔少校（Major E.C.S. Moore）所設計，斥資4万英镑并于1905年完工的“半月堡式建筑（Ravelin Building）”，在1987年成為博物館所在地之前，曾被用作電氣工程師學校。該博物館在1996年12月5日被列為二級登錄建築。館內藏品於1998年獲得“指定（Designated）”地位（被承認為具有國家和國際重要意義的傑出藏品）。該博物館是全國三個擁有這種地位藏品的軍事博物館之一。

## 博物館收藏品
該博物館和圖書館收藏了超過50萬件與皇家工程兵團部隊歷史和軍事工程發展有關的物品。博物館還收藏了大量繪畫作品和勋章，其中包括48個維多利亞十字勳章。其他收藏品還包括二戰期間使用的德國V-2火箭、第一代威靈頓公爵阿瑟·韋爾斯利在滑鐵盧戰役期間使用的地圖、約翰·查德中尉在祖魯戰爭期間所使用的武器、一組架橋坦克、一枚布倫南魚雷和一架鷂式戰鬥機。

## 外部鏈接
- 皇家工程師博物館官方網站 （页面存档备份，存于）
- 梅德韋理事會網頁